# Dobrcz
Dobrcz – (niem. Dobsch, 1942–1945 Dauben) wieś w Polsce, położona w województwie kujawsko-pomorskim, w powiecie bydgoskim, w gminie Dobrcz. W latach 1975–1998 miejscowość administracyjnie należała do województwa bydgoskiego.

## Etymologia
Nazwa wywodzi się od imienia Dobrek będącego skróceniem imienia Dobrociech, Dobrogost. W dokumentach używano nazw: Dobrech, Dobrxe, w wieku XIV Dobrz, wiek XVIII to Dubrcz i Dubrszcz. W XIX wieku ustaliła się nazwa Dóbrcz, która była powszechnie używana jeszcze w XX wieku. Podczas zaboru pruskiego używano nazwy Dobsch.

## Historia
Dobrcz jest miejscowością o długiej i złożonej historii, która jako siedziba parafii św. Wawrzyńca istnieje od XII wieku. Pierwsza pisemna wzmianka o Dobrczu pochodzi z 24 czerwca 1213 roku, kiedy to kanclerz Iwo Odrowąż, dziedzicząc wieś po rodzicach, przekazał ją klasztorowi cysterskiemu. Potwierdzenie tej darowizny przez księcia kujawskiego Kazimierza datowane jest na 1242 rok.
W drugiej połowie XIII wieku powstało nowe opactwo cysterskie w Byszewie, będące filią klasztoru sulejowskiego. Na jego uposażenie przeznaczono między innymi Dobrcz. W 1286 roku książę pomorski Mszczuj nadał wsi szeroki immunitet ekonomiczny i sądowy, zwalniając ludność z obowiązków wojskowych, budowy grodów, ich naprawy oraz opłat połowowych i mostowych. Immunitet sądowy zwalniał ludność z wszelkich spraw przed sądami świeckimi.
Po nadaniu księcia pomorskiego, Dobrcz pozostawał w rękach cystersów jeszcze przez dwa lata. W 1288 roku opat Engelbert przeprowadził transakcję z biskupem kujawskim Wisławem, wymieniając Dobrcz wraz z dziesięciną na tereny obecnego Koronowa, znane wtedy jako Smeysche. Zamiana została potwierdzona przez księcia Mszczuja w 1292 roku. Wieś przeszła w posiadanie biskupów włocławskich i pozostała ich własnością aż do XVI wieku. W 1557 roku biskup Wincenty Przerębski przekazał Dobrcz z okolicznymi wioskami na uposażenie dla biskupa pomocniczego. W 1576 roku biskup Stanisław Karnkowski ofiarował wieś kapitule włocławskiej, gdzie pozostawała aż do sekularyzacji w XIX wieku.
Po pierwszym rozbiorze Polski w 1772 roku Dobrcz znalazł się w zaborze pruskim, pozostając tam aż do przyłączenia Pomorza do odrodzonego państwa polskiego w 1920 roku.
W 1934 roku ustanowiono Gminę Dobrcz. Podczas II wojny światowej, 9 października 1939 roku, wojska niemieckie przeprowadziły masowe egzekucje, rozstrzeliwując około 800 osób, których zwłoki zostały spalone przez hitlerowców. Po wojnie, w 1945 roku, wznowiono działalność wiejską i gminną. W latach 70. wybudowano nowy budynek Ochotniczej Straży Pożarnej oraz Ośrodek Zdrowia.
W okresie przełomu ustrojowego lat 80. XX wieku działały lokalne struktury „Solidarności”. W latach 90. wybudowano nową szkołę, a w czerwcu 2006 roku otwarto wyremontowany budynek Gminnej Biblioteki Publicznej. W 2009 roku oddano do użytku kompleks Boisk Orlik przy szkole w Dobrczu, a od 2013 roku funkcjonuje w miejscowości całodobowa pomoc z dyżurem karetki pogotowia.
W latach 1954–1972 Dobrcz należał do gromady Dobrcz, natomiast po reformie administracyjnej w 1973 roku, wieś stała się siedzibą gminy Dobrcz, pozostając w tej roli do dziś.

## Pomniki przyrody
W miejscowości rosły 2 pomniki przyrody:
| Nr | Forma                  | Nazwa             | Sztuk | Obwód powołanie - zniesienie [cm] | Lokalizacja             | Rok powołania | Rok zniesienia | Zdjęcie |
| 1. | Lipa drobnolistna      | pojedyncze drzewo | 1     | 350 - b.d.                        | w pobliżu kościoła      | 1991          | 2017           |         |
| 2. | Kasztanowiec zwyczajny | grupa drzew       | 2     | 320, 330 - 360, 420               | na cmentarzu katolickim | 1991          | 2017           |         |